# Jones-Gletscher
Der Jones-Gletscher ist ein 10 km langer und 8 km breiter Gletscher im ostantarktischen Kaiser-Wilhelm-II.-Land. Er fließt vom Antarktischen Eisschild in nördlicher Richtung und mündet östlich des Krause Point in die Davissee. 
Luftaufnahmen der US-amerikanischen Operation Highjump (1946–1947) dienten seiner Kartierung. Das Advisory Committee on Antarctic Names benannte ihn 1955 nach dem Ensign Teddy E. Jones von den Reservestreitkräften der United States Navy, der bei der Operation Windmill (1947–1948) als Protokollant und Hilfskraft an der Errichtung astronomischer Beobachtungsstationen entlang dieses Küstenabschnitts sowie der Budd- und Knox-Küste beteiligt war.